# Премия имени А. С. Попова АН СССР
Премия имени А. С. Попова АН СССР присуждалась с 1962 по 1989 год. Названа в честь выдающегося русского изобретателя, создателя радио Александра Степановича Попова. Всего премию получили 26 человек (по приведённому ниже списку - 27).
Учреждена в 1959 году в размере 15 000 рублей (после денежной реформы 1961 года — 1500 рублей). В 1980 году размер премии был увеличен до 2000 рублей.
В соответствии с решением Президиума АН СССР 1959 года, определившим основные принципы присуждения наград, премию присуждали раз в три года авторам или коллективам авторов за отдельную лучшую научную работу, открытие, изобретение, а также за серию научных работ по единой тематике; при представлении коллективных работ указываются лишь ведущие авторы, но не более трех человек.
Первое награждение состоялось в марте 1962 г.
Лауреаты:
- 1962 — кандидат технических наук М. И. Елинсон, кандидат физико-математических наук Г. Ф. Васильев, младшие научные сотрудники В. А. Горьков и А. Г. Ждан, инженер Г. А. Кудинцева — за цикл работ «Исследование автоэлектронной эмиссии металлов, металлоподобных соединений и полупроводников»
- 1965 — присуждена коллективу авторов книги «Сканирующие антенные системы СВЧ»: Дмитрий Борисович Зимин, Лев Николаевич Дерюгин, Л. Д. Бахрах, А. И. Ардабьевский, Г. А. Евстропов, Михаил Г. Кузнецов.
- 1968 — кандидат технических наук А. Н. Выставкин, кандидат технических наук Т. М. Лифшиц, Ф. Ф. Харахорин - за совокупность работ, связанных с исследованием высокочувствительных малоинерционных приемников диапазона волн 0,2—4 мм на основе разогрева электронов в сурмянистом индии.
- 1971 — Н. А. Ирисова и Е. А. Виноградов за работы в области субмиллиметровых волн.
- 1974 — В. С. Троицкий за цикл исследований «Радиоизлучения Луны».
- 1977 — А. Е. Саломонович, П. Д. Калачёв - за выдающиеся достижения в области создания и исследования радиотелескопов миллиметровых волн.
- 1980 — Евгений Михайлович Дианов, Григорий Григорьевич Девятых, М. Е. Жаботинский - за исследование и разработку волоконных световодов с малыми потерями для систем передачи информации.
- 1983 — Яков Соломонович Шифрин - за работы в области статистической теории антенн, внесшие фундаментальный вклад в теорию и технику антенн.
- 1986 — Яков Наумович Фельд - за цикл работ «Разработка общих методов исследования дифракции, рассеяния и возбуждения электромагнитных волн и теории приемных и передающих систем»
- 1989 — доктор технических наук Олег Изосимович Яковлев, Неон Александрович Арманд, кандидат технических наук А. И. Ефимов.